# New Mills
New Mills är en stad och civil parish i High Peak i Derbyshire i England. Orten har 9 521 invånare (2011).